# أندرانيك تيموريان
أندرانيك تيموريان (بالأرمنية: Անդրանիկ Թէյմուրեան)‏؛ من مواليد 6 مارس 1983 في طهران في إيران)، لاعب كرة قدم إيراني من أصل أرمني.
بدأ مسيرته الكروية مع عقاب في موسم 2003/2004، وفي عام 2004 انتقل إلى نادي أبو مسلم، ولعب معهم حتى عام 2006، ومنذ عام 2006 وهو يلعب مع نادي بولتون واندررز الإنجليزي.
و قد بدأ باللعب مع منتخب إيران لكرة القدم في عام 2005.

## كأس آسيا 2007
و قد سجل هدف في مرمى منتخب ماليزيا لكرة القدم.

## وصلات خارجية
- PersianLeague Profile
- أندرانيك تيموريان على موقع الاتحاد الدولي (مؤرشف)  (الإنجليزية)
- أندرانيك تيموريان على موقع إي إس بي إن إف سي (الإنجليزية)
- أندرانيك تيموريان على موقع قاعدة بيانات كرة القدم.إي يو (الإنجليزية)
- أندرانيك تيموريان على موقع ناشيونال فوتبول تيمز (الإنجليزية)
- أندرانيك تيموريان على موقع Soccerbase.com (لاعب) (الإنجليزية)
- أندرانيك تيموريان على موقع Soccerway.com (الإنجليزية)
- أندرانيك تيموريان على موقع عالم كرة القدم.نت (الإنجليزية)
- Andranik Teymourian at TeamMelli.com
- ESPN Profile